# سومین سنگ از خورشید
سومین سنگ از خورشید (به انگلیسی: Third Stone from the Sun) ترانه‌ای از گروه سایکدلیک راک آمریکایی-بریتانیایی جیمی هندریکس اکسپرینس است. این ترانه در اولین آلبوم استودیویی گروه به نام آیا تجربه‌اش را داشته‌اید قرار دارد که در سال ۱۹۶۷ منتشر شد. این ترانه عمدتاً به صورت بی‌کلام است، اما در قسمت‌هایی از آن، جیمی هندریکس جملاتی را بیان می‌کند. از آنجا که این ترانه ترکیبی از سبک‌های راک و جاز است، اغلب از آن به عنوان یکی از اولین نمونه‌های فیوژن نام برده می‌شود. عنوان این آهنگ، اشاره به کره زمین دارد که سومین سیاره منظومه شمسی است. این ترانه تاکنون توسط خواننده‌های بسیاری مورد بازخوانی قرار گرفته است.